# Przejście graniczne Muszyna-Plaveč
Przejście graniczne Muszyna-Plaveč – polsko-słowackie kolejowe przejście graniczne położone w województwie małopolskim, w powiecie nowosądeckim, w gminie Muszyna, w miejscowości Muszyna, zlikwidowane w 2007.

## Opis
Przejście graniczne Muszyna-Plaveč z miejscem odprawy granicznej ruchu osobowego po stronie słowackiej w miejscowości Plaveč i ruchu towarowego po stronie polskiej w miejscowości Muszyna, czynne było całą dobę. Dopuszczony był ruch osób, towarów i mały ruch graniczny. Kontrolę graniczną osób, towarów oraz środków transportu wykonywała kolejno: Graniczna Placówka Kontrolna Straży Granicznej w Muszynie (GPK SG w Muszynie), Placówka Straży Granicznej w Muszynie (PSG w Muszynie).
21 grudnia 2007 na mocy układu z Schengen przejście graniczne zostało zlikwidowane.

### Przejścia graniczne z Czechosłowacją
W okresie istnienia Czechosłowackiej Republiki Socjalistycznej funkcjonowało w tym miejscu polsko-czechosłowackie kolejowe przejście graniczne Muszyna. Czynne było całą dobę. Dopuszczony był ruch osobowy i towarowy, a od 28 grudnia 1985 mały ruch graniczny I kategorii. Kontrolę graniczną osób, towarów oraz środków transportu wykonywała Graniczna Placówka Kontrolna Muszyna (GPK Muszyna).
W II RP istniało kolejowe przejście graniczne Muszyna-Orlov na Słowacji (punkt przejściowy). Odprawa graniczna i celna odbywała się na stacjach kolejowych: po stronie polskiej w miejscowości Muszyna (Polski urząd celny Muszyna) i po stronie czechosłowackiej w miejscowości Orlov na Słowacji (Czechosłowacki urząd celny Orlov-Plaveč n/Popradem). Dopuszczony był ruch osobowy, towarowy i mały ruch graniczny – przekraczanie granicy odbywało się na podstawie przepustek: jednorazowych, stałych i gospodarczych. Stacja zdawczo odbiorcza znajdowała się miejscowości Orlov na Słowacji. Przejście graniczne znajdowało się w ciągu linii kolejowej Tarnów – Orlov (droga celna).
Przez przejście Muszyna-Plaveč kursowało wiele pociągów, łączących Polskę z południowo-wschodnią Europą, m.in. z Budapesztem, Bukaresztem, Warną, Sofią czy Koszycami. Po polskiej stronie pociągi dojeżdżały do Krakowa oraz Warszawy. Obecnie międzynarodowy ruch pasażerski przez przejście jest wstrzymany.

## Galeria

Przejście graniczne Muszyna-Plaveč
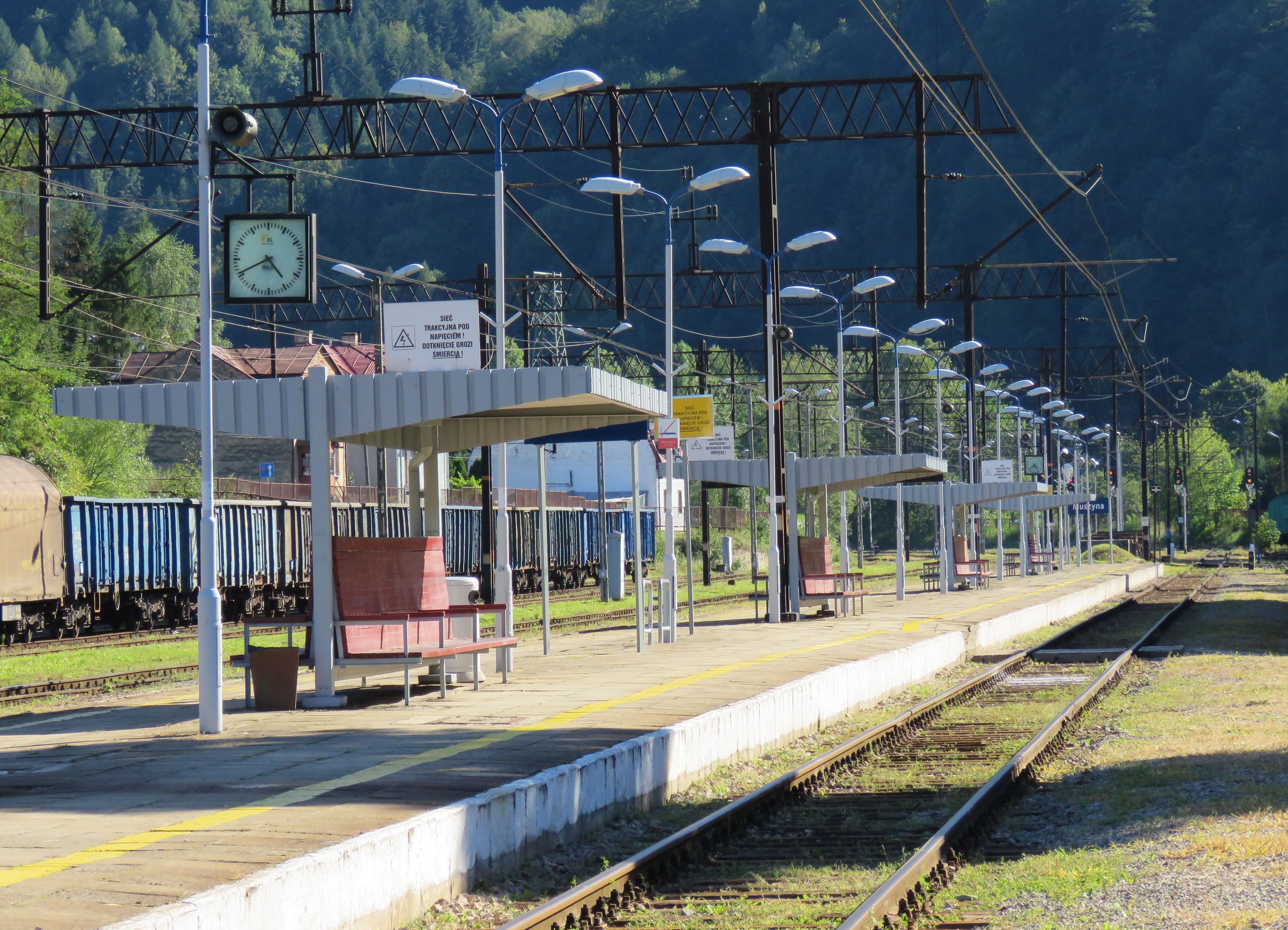
Stacja kolejowa Muszyna, miejsce odprawy granicznej ruchu towarowego (sierpień 2016)
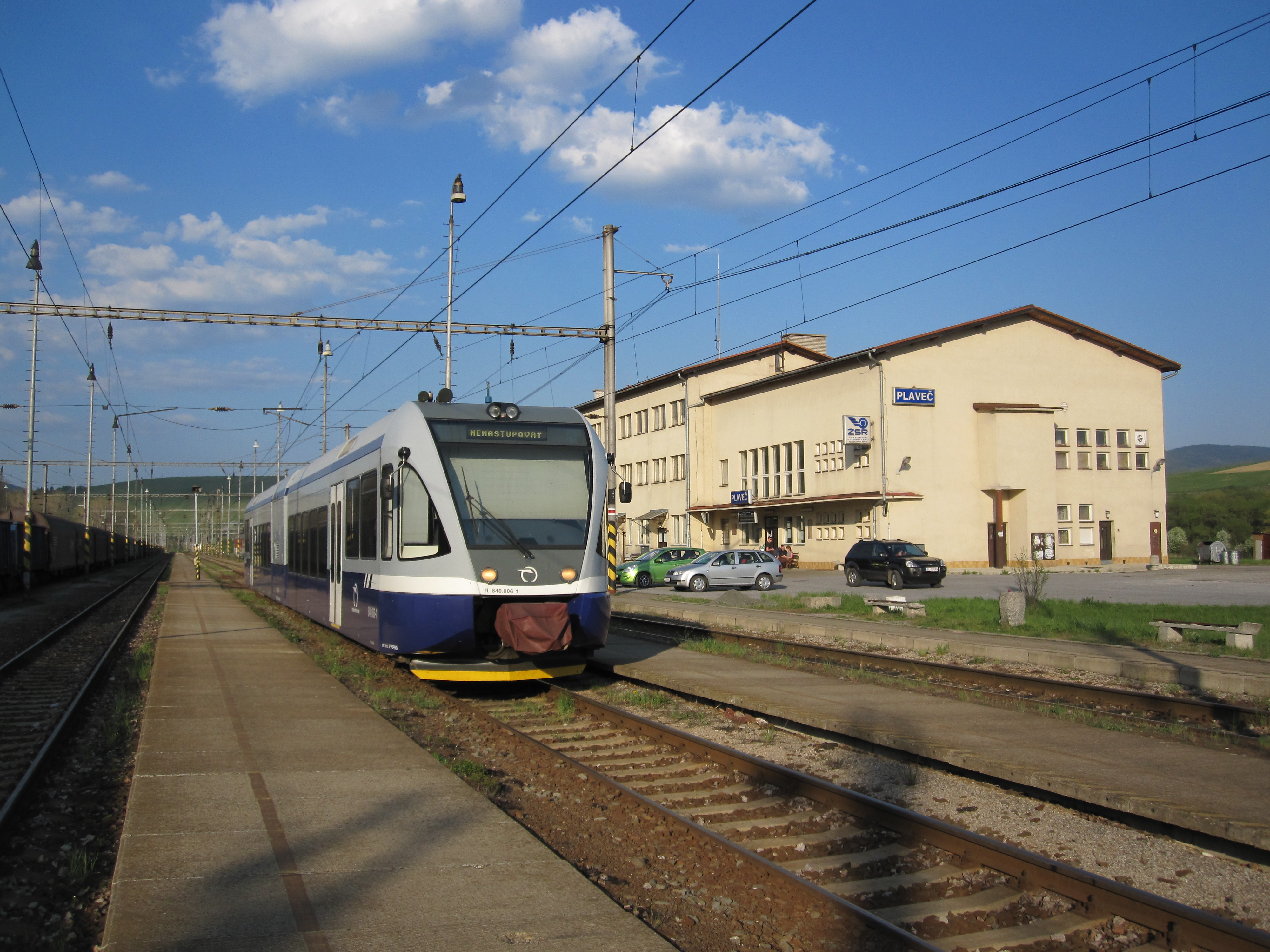
Stacja kolejowa Plaveč, miejsce odprawy granicznej ruchu osobowego (maj 2012)